# Kisan Kim-Jun Geun

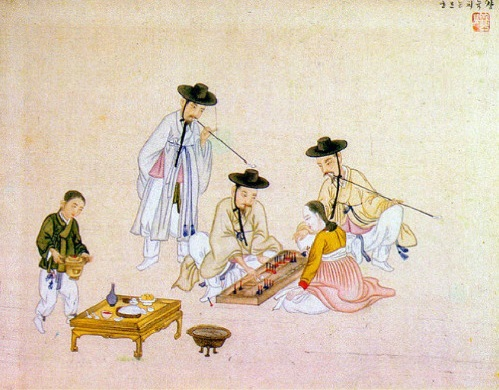
Teckning/Målning av koreanskt spel utförd av Kisan Kim-Jun Geun, sannolikt 1880-tal.

Kisan Kim-Jun Geun (김준근 金俊根 (Kisan 기산 箕山)), även Gisan, var en konstnär från Korea, verksam från åtminstone 1886.
Kisan Kim-Jun Geun är känd för teckningar och målningar som skildrar traditionellt koreanskt liv. Målningarna förvärvades av besökare i hamnstäder som Pusan och Wonsan i slutet av 1800-talet och början av 1900-talet. Hans illustrationer återfinns även i böcker som skrivits av utländska författare som studerade Korea i slutet av 1800-talet, t.ex. "Voyage en Corée, Le Tour de Monde, LXIII" från 1892, av den franske antropologen Charles Varat, "Korea; and the Sacred White Mountain", från 1894, av den brittiske löjtnant Alfred E. J. Cavendish och "Korean Games: with Notes on the Corresponding Games of China and Japan" från 1895, av den amerikanske antropologen Stewart Culin. Han är representerad på olika museer och arkiv som t.ex. British Library, Musée Guimet, Rijksmuseum, The State Museum of Oriental Art, Russia och Smithsonian Institution. Det har sagts att det ska finnas ca 1400 verk av honom på museer i Europa och Nordamerika.